# Phalauda
Phalauda è una suddivisione dell'India, classificata come nagar panchayat, di 17.200 abitanti, situata nel distretto di Meerut, nello stato federato dell'Uttar Pradesh. In base al numero di abitanti la città rientra nella classe IV (da 10.000 a 19.999 persone).

## Geografia fisica
La città è situata a 29° 10' 60 N e 77° 49' 0 E e ha un'altitudine di 220 m s.l.m..

## Società

### Evoluzione demografica
Al censimento del 2001 la popolazione di Phalauda assommava a 17.200 persone, delle quali 9.073 maschi e 8.127 femmine. I bambini di età inferiore o uguale ai sei anni assommavano a 3.183, dei quali 1.780 maschi e 1.403 femmine. Infine, coloro che erano in grado di saper almeno leggere e scrivere erano 8.399, dei quali 5.332 maschi e 3.067 femmine.